# بنك الجزائر الخارجي
بنك الجزائر الخارجي هو بنك تجاري جزائري تأسس سنة 1967.